# Henning Lund-Sørensen
Pour les articles homonymes, voir Lund.
Henning Lund-Sørensen, né le 20 mars 1942 à Aarhus, est un ancien arbitre danois de football. Il débuta en 1970, devint arbitre international de 1974 à 1987.

## Carrière
Il a officié dans des compétitions majeures : 
- Coupe du monde de football des moins de 20 ans 1981 (3 matchs)
- Coupe du monde de football de 1982 (1 match)